# Aran o Bidgol
Pour les articles homonymes, voir Aran.

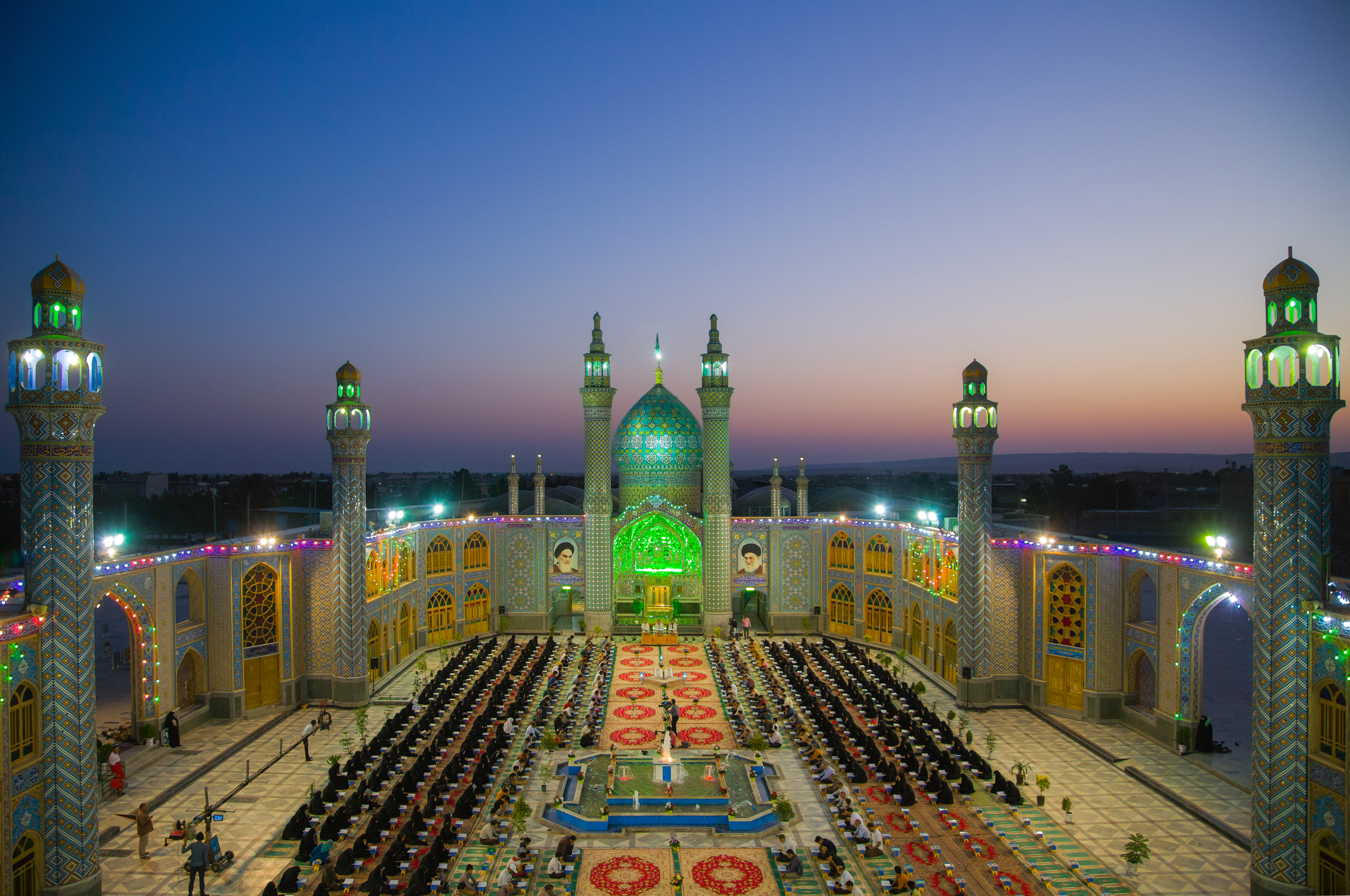
La mosquée du tombeau, ou Imamzadeh, à Aran o Bigdol. Juin 2015.

Aran o Bidgol (en persan : آران و بیدگل) est une ville iranienne située dans la province d'Ispahan. Elle est une des anciennes villes caravanières dans le désert à proximité d'Ispahan et était autrefois composée de deux villes, Aran et Bidgol.